# Maria Angela Ardinghelli
Maria Angela Ardinghelli (ur. w 1728 lub 1730, zm. w 1825) – włoska uczona zajmująca się m.in. fizyką.

## Życiorys
Była żoną Carlo Crispo. W 1727 przetłumaczyła i opatrzyła komentarzami dzieło o fizjologii roślin Vegetable Staticks Halesa. Jej badania nad elektrycznością są opisane w 14 Listach. W 1767 opublikowała książkę: Observation sur une violente éruption du mont Vesuve le 23 Octobre 1767 (Obserwacja gwałtownej erupcji Wezuwiusza 23 października 1767).